# Marietta, Georgia
Marietta är en stad i den amerikanska delstaten Georgia med en yta av 22 km² och en folkmängd som uppgår till 58 478 invånare (2000). Marietta är administrativ huvudort och största stad i Cobb County.

## Kända personer från Marietta
- Dan Byrd, skådespelare
- Lucius D. Clay, general
- Robin Finck, gitarrist
- William Gibbs McAdoo, politiker, USA:s finansminister 1913-1918
- Jennifer Paige, musiker
- Travis Tritt, musiker
- Ron Pope, musiker